# Hen (kip)
Een hen is een vrouwelijke kip; het mannetje heet een haan en het jong heet een kuiken. Zowel wat betreft uiterlijk als gedrag verschillen hennen wezenlijk van hanen. In het normale spraakgebruik echter staat het woord kip eveneens voor slechts de vrouwelijke exemplaren, dus hen. De term hen wordt ook gebruikt voor het vrouwtje van andere hoendervogels, zoals patrijzen en fazanten.
Een gecastreerde hen wordt poularde genoemd. Volgens bekendmaking van een aanvraag van het Europees Parlement en de Raad inzake kwaliteitsregelingen voor landbouwproducten en levensmiddelen is poularde een geslachtsrijpe kip die al eicellen heeft gevormd, maar nog niet aan de leg is.

## Uiterlijk
Qua uiterlijk zijn hennen minder opvallend dan de haan. Ze missen de sierveren, de sporen en hun kam. Hennen hebben kleinere oorlellen en kinlellen. Ook zijn ze kleiner en lichter dan hanen.

## Leggen

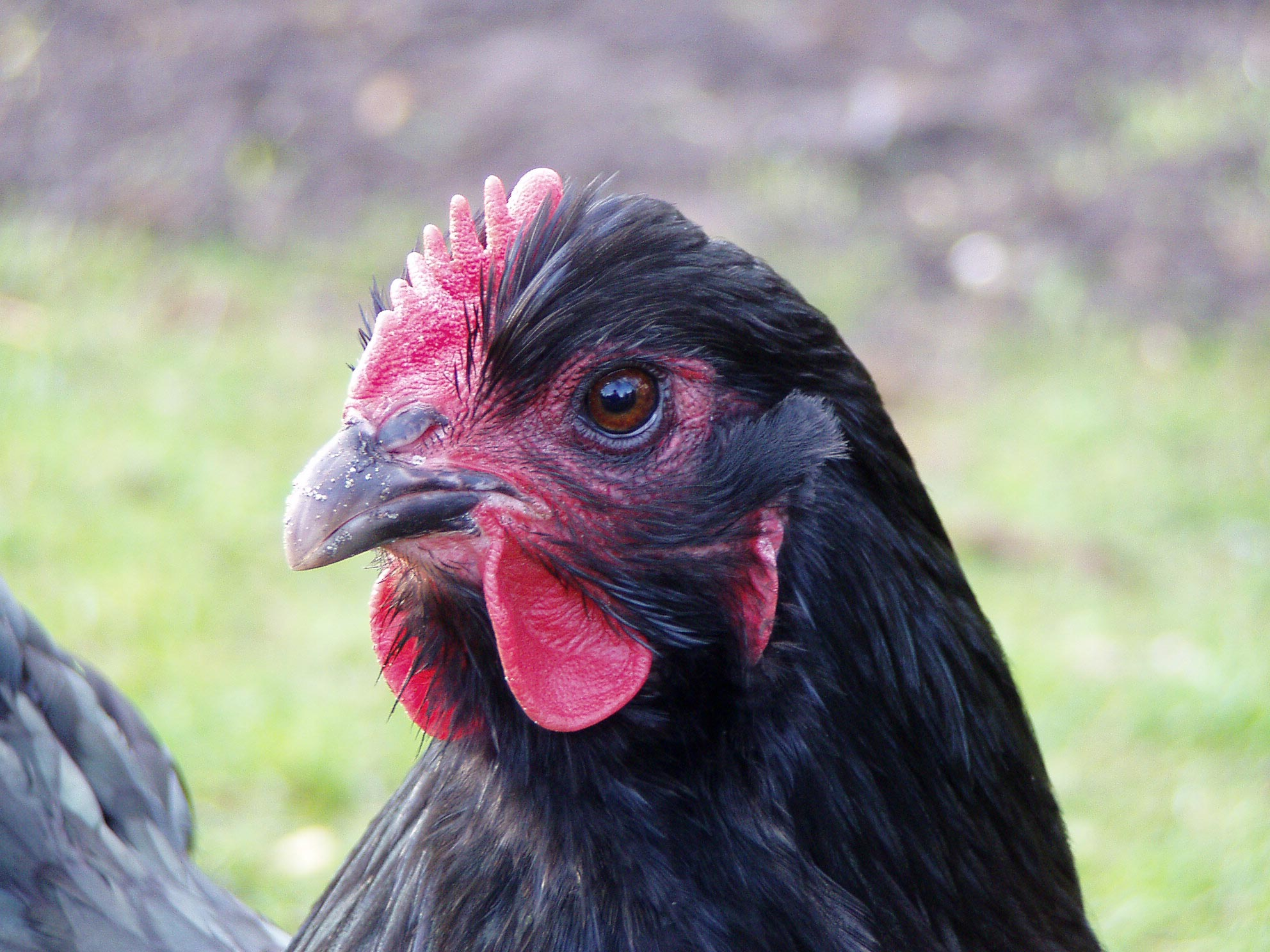
Orpingtonhen

Wanneer hennen 4 tot 5 maanden oud zijn, kunnen ze eieren leggen. Het maximaal aantal eieren dat een hen kan leggen is gelijk aan het aantal eicellen dat bij de geboorte in de eierstok zit. De hen heeft, in tegenstelling tot de meeste dieren, één werkende eierstok – de linker – die is gelegen in de lichaamsholte vlak bij de ruggengraat. Wanneer de hen voor de eerste keer een ei moet leggen, worden kam en lellen wat roder van kleur. Vaak gaat de hen geluiden maken die doen denken aan binnensmonds mompelen.
Na het eerste legseizoen gaat de hen in de rui. Daarna begint het tweede legseizoen. In dit seizoen legt de hen minder eieren dan in het eerste. In het tweede seizoen is de gemiddelde massa van een ei wel groter, wat met zich meebrengt dat het totale gewicht aan gelegde eieren ongeveer constant blijft. De hen legt in het tweede seizoen dus wat grotere eieren. Na het tweede seizoen gaat de hen weer in de rui. Na ongeveer 4 jaar gaat het aantal gelegde eieren achteruit en krijgt het een meer sporadisch karakter.
De eierproductie is afhankelijk van het aantal uren licht per dag. Omdat in de winter de dagen korter zijn, zal de eierproductie dan wat omlaaggaan. Met behulp van kunstmatige verlichting kan de eierproductie in deze periode opgevoerd worden. De hen is dan sneller door haar eicellen heen en zal dus een kortere periode van haar leven eieren kunnen leggen.
Eieren hoeven niet bevrucht te zijn om gelegd te worden. Het aantal eieren dat per week gelegd wordt is afhankelijk van het ras, de gezondheid van de hen en de voeding, maar in principe kan iedere 25 uur een ei gelegd worden. Doorgaans leggen hennen de eerste 1,5 jaar goed en wordt het daarna minder.

### Commerciële periode

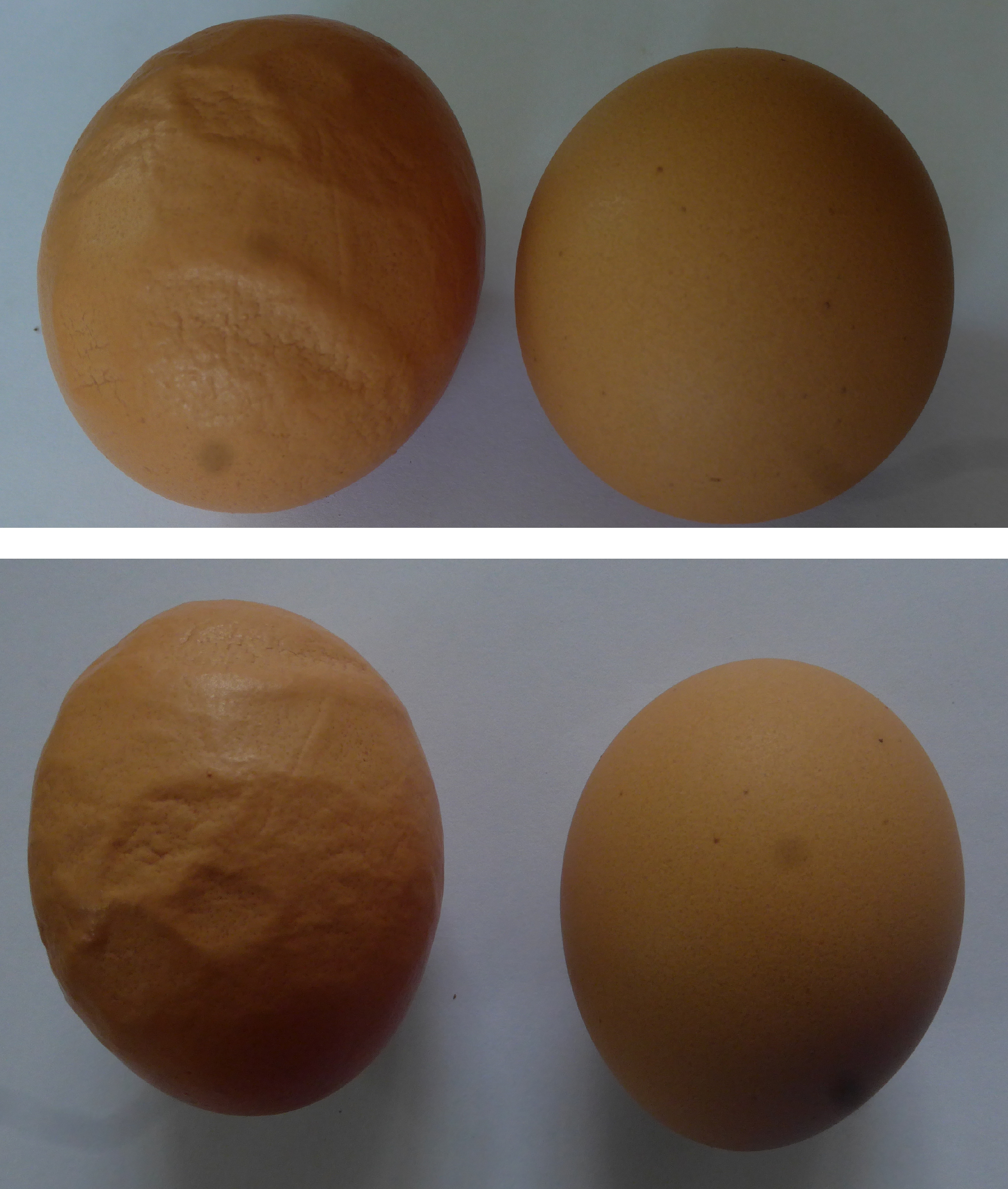
Onregelmatige schaal

Een kip heeft vanaf de geboorte ongeveer 3 à 4000 eicellen beschikbaar die zich gedurende de geslachtsrijpe periode kunnen ontwikkelen tot een ei.
Ongeveer vanaf week 22 begint de hen eieren te leggen, waarbij het eerste jaar tot aan de rui de meest productieve tijd is (320 eieren per jaar). Omdat het ei in de loop der tijd steeds groter wordt
en er allerlei kleine afwijkingen in de schaal optreden, daalt de gemiddelde opbrengst van het ei. Eieren die niet geschikt zijn voor de verkoop aan particuliere klanten gaan naar de industrie.
Deze industrie-eieren brengen veel minder op (2020, 5 cent of minder), als de kostprijs de gemiddelde opbrengstprijs nadert worden de kippen afgevoerd naar de slacht (1 standaardei van 60 gram vereist ongeveer 140 gram voer).
De eieren voor de industrie zijn meestal afkomstig van kooi-kippen (Nederland) of legbatterijen in het buitenland en daardoor goedkoper.
Kippen zijn echter in staat veel langer eieren te leggen, gemiddeld zo'n 5 à 6 jaar waarbij het aantal gelegde eieren elk jaar afneemt met 20%.

## Broeden

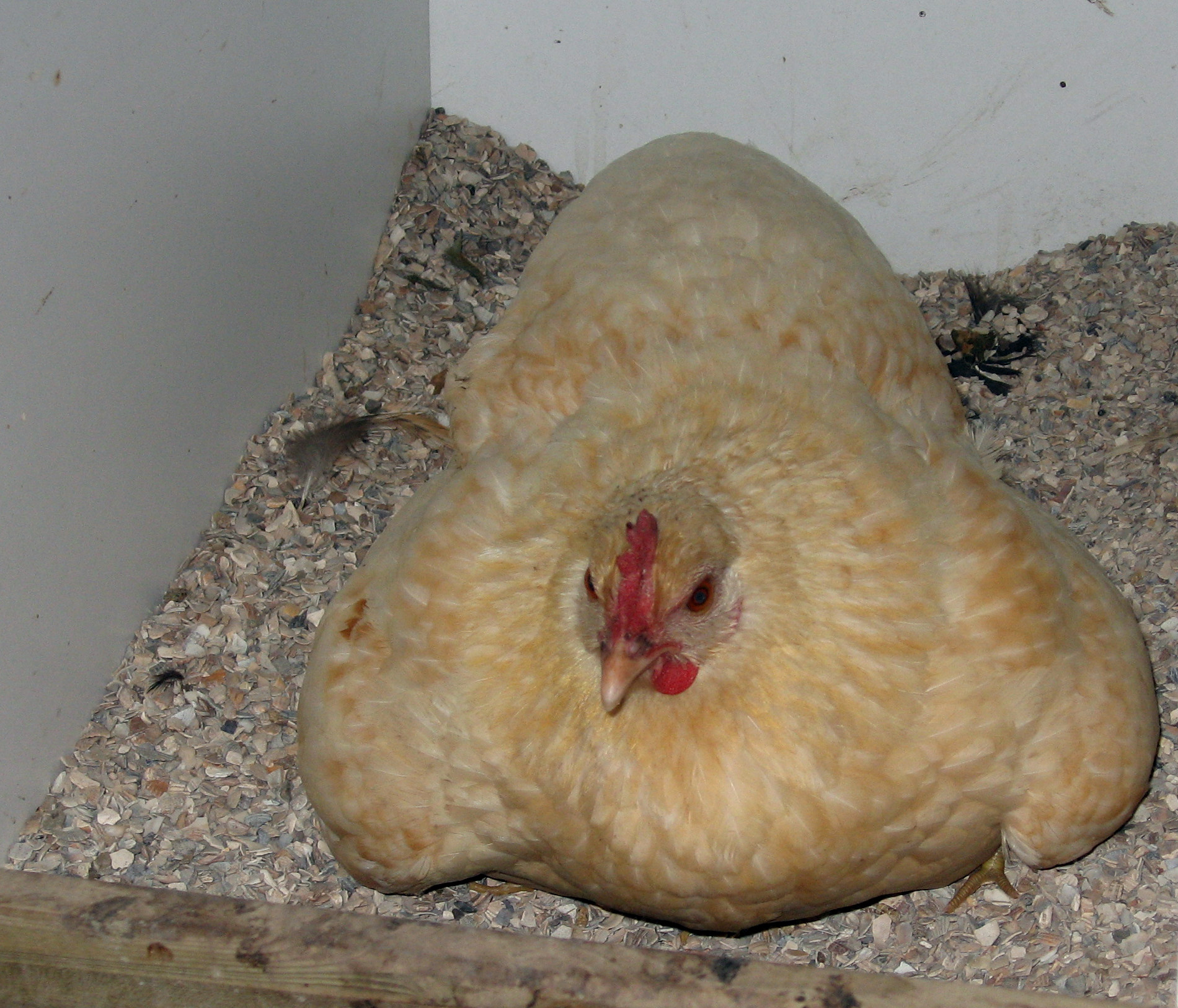
Een broedende kip op eieren

Het kan voorkomen dat een hen broeds wordt. Niet alle hennen worden broeds, maar als het gebeurt, vindt het doorgaans plaats in het voorjaar. De kip trekt zich dan terug op de plaats waar zij de eieren heeft gelegd en broedt ze uit. Dit duurt gemiddeld 21 dagen. Gedurende deze periode eet en drinkt de kip niet veel.
Tijdens de broedperiode stopt de hen met het leggen van eieren. Een broedse kip maakt typische geluiden (het z.g. klokken) en verlaat het nest zelden om te drinken, eten of een stofbad te nemen. Ze houdt de eieren op een constante temperatuur van rond de 38°C (een kip heeft een lichaamstemperatuur van 41°C) en keert de eieren elke vijf minuten om. Zo koekt het embryo in het ei vanbinnen niet aan de eischaal.
Als er geen eieren uitkomen, verlaat de broedse kip het nest meestal na verloop van tijd. Er zijn echter ook incidentele gevallen bekend waarbij de kip zich letterlijk doodbroedde.

## Verhanen
Soms stopt een hen met leggen en gaat hanengedrag vertonen: proberen te kraaien, bovenop het hok zitten en bespringen van de andere hennen. Ze krijgt een grotere kam en sporen aan de poten. Dit "verhanen" wordt veroorzaakt door het uitvallen van de linker eierstok en het zich ontwikkelen van de rechter eierstok tot "ovotestis", een geslachtsklier die het mannelijk geslachtshormoon testosteron gaat produceren.